# Бангкокский залив
Бангкокский залив (тайск. อ่าวกรุงเทพ, Ау Крунгтхеп) — самая северная часть Сиамского залива, простирающаяся от Хуахина на западе до Саттахипа на востоке. В залив стекают три крупнейшие реки центрального Таиланда: Чаупхрая и ее рукав Тхачин, Мэкхлонг и Бангпаконг.
У восточного побережья залива располагаются несколько островов, таких как Сичанг, Лан и Пхай.

## Туризм

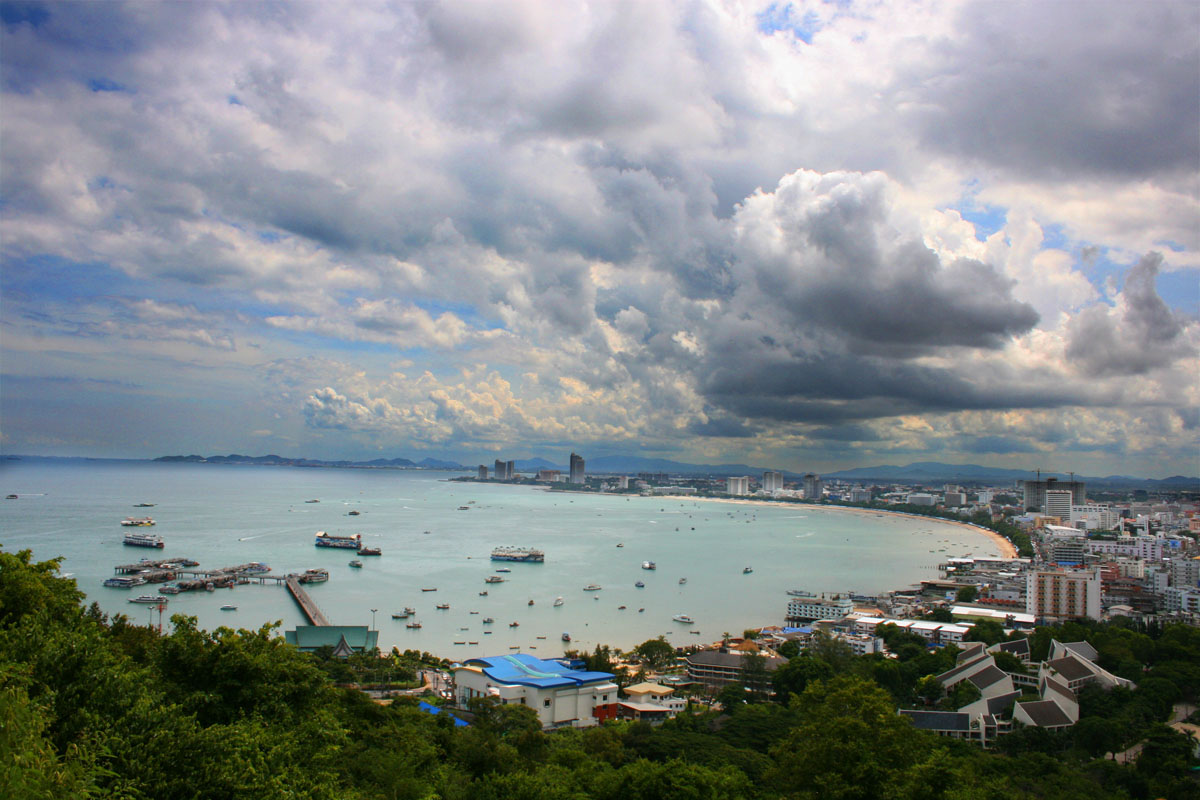
Пляж Паттайи

Самая популярная туристическая локация залива — город Паттайя, расположенный на его восточном побережье. Популярное место для рыбалки, водных лыж, параглайдинга, подводного плавания и многого другого. Недалеко от побережья находятся острова (в том числе и коралловые) с отличными пляжами и чистейшей водой.

### Северное побережье
На северном побережье известен пляж Бангсен, популярный среди жителей и посетителей Бангкока. Самым спокойным местом отдыха считается остров Сичанг, посещаемый туристами из Паттайи и столицы.

### Западное побережье
Очень популярны пляжи городов Чаам и Хуахин.

## Окружающая среда
Качество воды в Бангкокском заливе было охарактеризовано Департаментом контроля загрязнения как «очень плохое».